# Solenopsis tenuis
Solenopsis tenuis är en myrart som beskrevs av Mayr 1878. Solenopsis tenuis ingår i släktet eldmyror, och familjen myror.

## Underarter
Arten delas in i följande underarter:
- S. t. delfinoi
- S. t. minuiscens
- S. t. tenuis